# Friidealring
En friidealring eller fir är en unitär ring där varje ensidigt ideal är fritt som modul över ringen. En kommutativ ring är en friidealring om och endast om den är en principalidealdomän, men det finns icke-kommutativa friidealringar där ideal kan ha oändlig modulrang.
Om varje  vänsterideal i en ring A är fritt, så är A en vänsterfriidealring eller vänsterfir. Definitionen av högerfriidealring (högerfir) är analog. En ring är en FIR om och endast om den är både en vänsterfir och en högerfir.
Formellt är alltså en unitär ring A en vänsterfriidealring, om det för varje vänsterideal q i A finns en familj B = (bi)iεI av element i q, sådan att varje element i q på ett och endast ett sätt kan skrivas som en summa av termer aibi för olika i och med varje ai i A.
Varje monoidring K[G] för en fri monoid G och över vilken som helst kropp K är en fir.
Varje fir kan framställas som en delring av någon skevkropp, och har global homologisk dimension högst ett.